# 2530 Shipka
2530 Shipka è un asteroide della fascia principale. Scoperto nel 1978, presenta un'orbita caratterizzata da un semiasse maggiore pari a 3,0164945 UA e da un'eccentricità di 0,1281717, inclinata di 10,09534° rispetto all'eclittica.
L'asteroide porta il nome della località di Shipka, in Bulgaria, che fu teatro di diverse battaglie durante la guerra russo-turca (1877-1878).